# فیلم‌نامه سریالی
فیلمنامه سریالی فیلمنامه‌ای است که تقریباً همه عناصر فیلمنامه بلند را درون خود دارد، اما به صورت جزئی تفاوت دارد. این نوع فیلم‌نامه از نظر زمانی هیچ محدودیتی ندارد. می‌تواند چند قسمت یا دویست، سیصد، یا… قسمت باشد. از لحاظ موضوع برخلاف فیلم‌نامه سینمایی، صرفاً یک موضوع یا قصه فرعی دارد، این فیلم‌نامه می‌تواند چندین موضوع و قصه فرعی را به صورت مستقل یا به‌طور موازی پی بگیرد. می‌تواند شخصیت‌های فرعی فراوانی داشته باشد. از آنجا که این فیلم‌نامه برای تولید کار تلویزیونی در نظر گرفته می‌شود، و رسانه تلویزیون خصوصیاتی متفاوت با سینما دارد. (از جمله این تفاوت‌ها می‌توان به تمرکز مخاطب در سالن تاریک سینما و عدم آن تمرکز درون خانه و مقابل تلویزیون اشاره کرد) این فیلم‌نامه می‌تواند ریتمی کندتر از ریتم سینما داشته باشد. یعنی اگر در فیلم‌نامه سینمایی هر صفحه را معادل یک دقیقه فرض می‌کنیم، در کار تلویزیونی می‌تواند هر صفحه از فیلم‌نامه برابر با یک دقیقه و سی ثانیه باشد.